# Radarantwortbake

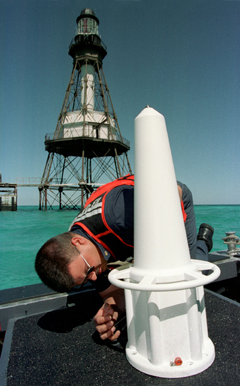
Ein Racon

Eine Radarantwortbake, kurz auch  Racon aus englisch Radar beacon, ist ein Seezeichen, das aktiv auf elektromagnetische Wellen im Frequenzbereich von maritimen Radargeräten antwortet, indem es auf derselben Frequenz eine Kennung ausstrahlt. Das Radarantwortsignal der Bake wird wiederum vom auslösenden Radargerät empfangen und ausgewertet, d. h. in der Regel für den Bediener dargestellt. Das Verfahren implementiert damit ein Sekundärradar, ohne dass hierfür an einem beobachtenden Primärradargerät Modifikationen erforderlich sind. Neben der eindeutigen Identifizierung der Bake durch die Kennung liegt ein besonderer Vorteil gegenüber dem Einsatz von Radarreflektoren in gleicher Position und Größe in der deutlich höheren Reichweite.
Radarantwortbaken werden beispielsweise auf Fahrwassertonnen installiert oder an der Küste dort aufgestellt, wo auffällige natürliche Radarziele fehlen.

## Racon
Racons sind aktive Geräte und haben einen Funkempfänger und Sender, deren Eigenschaften und das funktechnische Verfahren in der ITU-R Empfehlung M.824 festgelegt sind. Die für Racon vorgesehene Frequenzbereiche umfassen den Bereich 2,9 GHz bis 3,1 GHz und von 9,3 GHz bis 9,5 GHz. Der Racon antwortet nach dem Empfang eines externen Radarsignals mit einer kurzen Verzögerung von unter 0,7 µs mit einem eigenen Signal. Die Antwort umfasst eine der Bake fest zugeordnete  Impulsfolge, die den Racon eindeutig identifizierbar macht. Dadurch können auch Seezeichen, die nicht groß genug sind, um das Radarsignal ausreichend zu reflektieren, um das Prinzip des Primärradars anwenden zu können, wahrgenommen werden. Das Verfahren bei Seezeichen mit Racons ist vom Prinzip her ähnlich dem in der Luftfahrt eingesetzten Sekundärradar, aber nicht identisch.
Die Kennung des Racons wird auf dem Radarschirm je nach Gerät verschiedenartig dargestellt. Auf älteren Radargeräten erfolgt die Darstellung der Impulsfolge als Morsecode, der im Seezeichen anfängt und von diesem in einer Linie wegzeigt. Diese Linie hat auf dem Radarschirm eine Länge von einigen Seemeilen. Durch die Anzeige von Richtung und Abstand der Racon-Bake ist eine genaue Ortsbestimmung des Schiffs möglich. Auf Seekarten werden Seezeichen mit Racon-Geräten meist mit einem Schriftzug „Racon (Buchstabe)“ in der Farbe Magenta gekennzeichnet.

## Geschichte

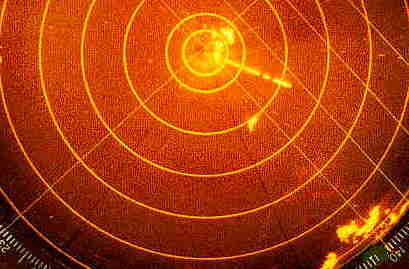
Racon Antwortsignal auf einem analogen Radarschirm. Es zeigt den Buchstaben Q als Morsecode.

Das Prinzip des Racon wurde 1904 in einem Patent von Christian Hülsmeyer angegeben, konnte aber damals wegen fehlender technischer Voraussetzungen nicht realisiert werden. Die theoretische Entwicklung des Racon begann etwa 1925 in den USA durch Gregory Breit und Merle Antony Tuve und in Großbritannien durch Sir Edward Victor Appleton, Samuel Jackson Barnett und Sir Robert Watson-Watt. Die technische Entwicklung erster Geräte begann etwa 1935 in Großbritannien, nach einem Memorandum über die Luftverteidigung von Sir Watson-Watt, Deutschland und den USA. Vor und zu Beginn des Zweiten Weltkrieges wurde dann das Racon zur Serienreife gebracht und die Serienfertigung von Geräten eingeführt.

## Leading Racon
Als Leading Racon oder Leit-Radar-Baken bezeichnet man die Kombination von zwei Racons hintereinander. Sie bezeichnen, miteinander in Deckung gebracht, als Fixpunkte einer Geraden beispielsweise eine sichere hindernisfreie Einfahrt mit ausreichend Wassertiefe.

## Ramark
Als Ramark oder Radar-Marker wird eine Radarboje bezeichnet, die kontinuierlich und ohne externe Auslösung ein Radarsignal in Form eines Morsezeichens ausstrahlt. Die Ausstrahlung erfolgt im Frequenzband von 9,32 GHz bis 9,5 GHz. Wenn die rotierende Radarantenne eines Schiffs auf die Ramark-Bake gerichtet ist, dann erscheint auf dem Radarschirm eine vom Mittelpunkt zum Rand laufende Richtlinie.